# Lopes de Gomensoro
José Secondino Lopes de Gomensoro (Maranhão, 1º de janeiro de 1839 – ?), mais conhecido como Lopes de Gomensoro, foi um magistrado, promotor e político brasileiro.
Foi senador pelo Estado do Maranhão de 1891 a 1894.